# Nadjeziorze
Nadjeziorze (niem. Obenamsee) – nieoficjalna kolonia wsi Małe Rudy w Polsce położona w województwie kujawsko-pomorskim, w powiecie nakielskim, w gminie Szubin.
W latach 1975–1998 miejscowość należała administracyjnie do województwa bydgoskiego.
Nazwa nie występuje w oficjalnym spisie miejscowości i ich części w Polsce.